# Тростянець (притока Лисогору)
Тростянець — річка в Україні, у Ічнянському й Срібнянському районах Чернігівської області. Права притока Лисогору (басейн Дніпра).

## Опис
Довжина річки 22 км., похил річки — 1,6 м/км. Площа басейну 87,6 км².

## Розташування
Бере початок на південному сході від Бережівки. Тече переважно на південний схід через Державний дендрологічний парк «Тростянець», понад селищем Тростянець, через Васьківці і біля села Поетин впадає у річку Лисогір, ліву притоку Удаю.
Населені пункти вздовж берегової смуги: Тростянець, Деманіка.